# 訃報 2005年4月
訃報 2005年4月（ふほう 2005ねん4がつ）では、2005年（平成17年）4月中に物故した、又は物故が報じられた人物についてまとめる。

## （1日 - 15日）

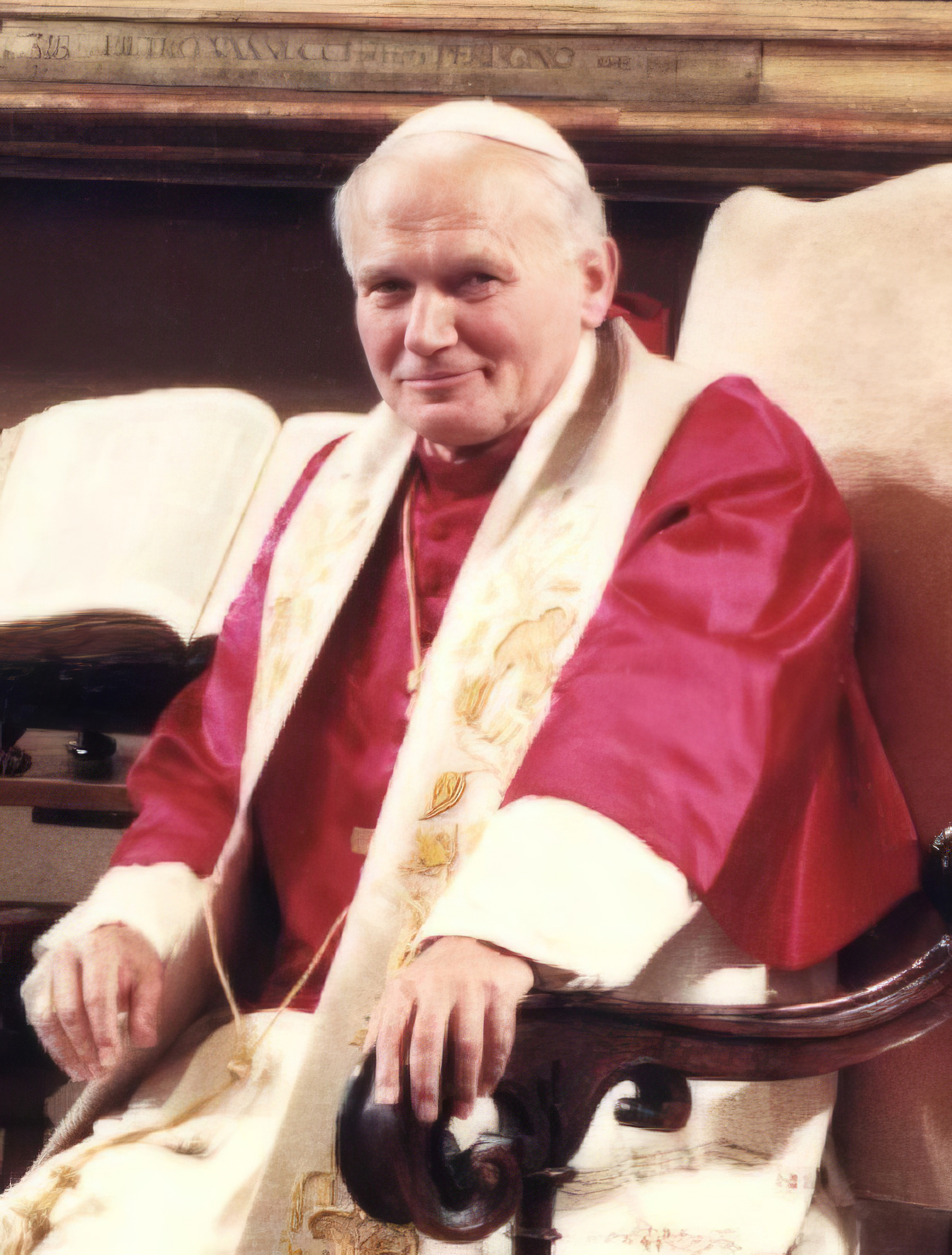
ヨハネ・パウロ2世／4月2日没

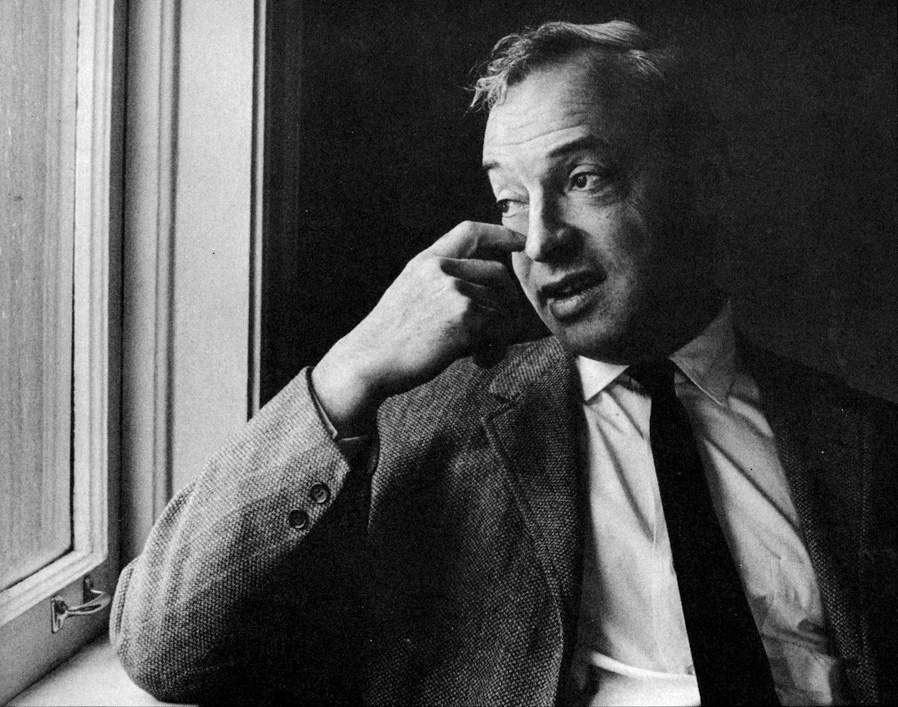
ソール・ベロー／4月5日没

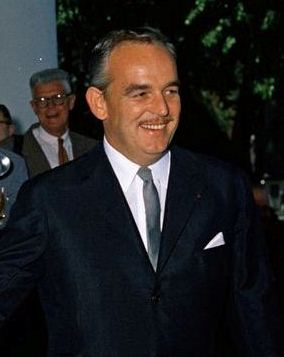
レーニエ3世／4月6日没

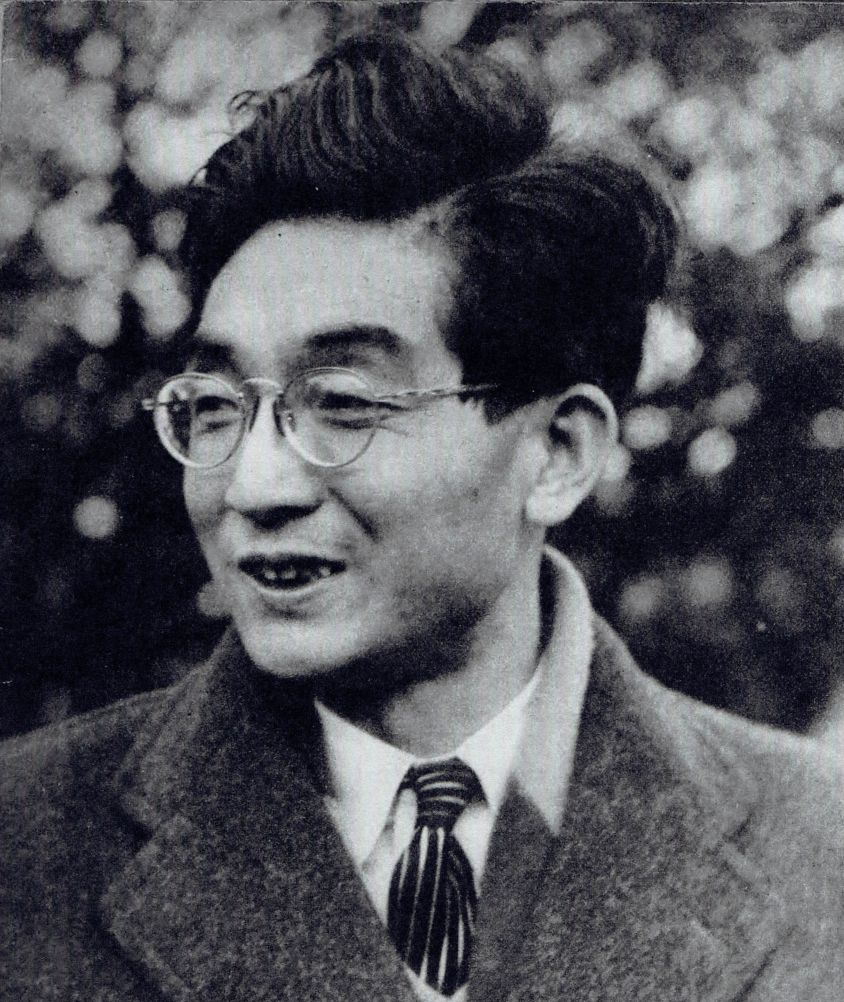
野村芳太郎／4月8日没

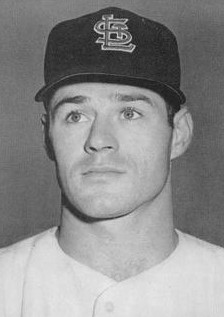
ドン・ブレイザー／4月13日没

- 4月1日 - 河合弘廸、化学者（* 1919年）
- 4月1日 - 頭師孝雄、俳優（* 1946年）
- 4月2日 - 浦口鉄男、政治家・実業家・右翼活動家（* 1906年）
- 4月2日 - 渡辺孟次、経営者（* 1913年）
- 4月2日 - ヨハネ・パウロ2世、ローマ教皇（* 1920年）
- 4月3日 - 岡田史子、漫画家（* 1949年）
- 4月5日 - 小山ウラ、長寿日本一の女性（* 1890年）
- 4月5日 - ソール・ベロー、小説家・劇作家（* 1915年）
- 4月5日 - 大崎平八郎、経済学者（* 1919年）
- 4月5日 - 加藤三七子、俳人（* 1925年）
- 4月6日 - レーニエ3世、モナコ大公（* 1923年）
- 4月6日 - 長江録弥、彫刻家（* 1926年）
- 4月6日 - 斉藤安代、映画プロデューサー・民間放送局経営者（* 1927年）
- 4月7日 - 中山大三郎、作曲家・作詞家（* 1941年）
- 4月8日 - 清家清、建築家（* 1918年）
- 4月8日 - 野村芳太郎、映画監督（* 1919年）
- 4月9日 - 関屋晋、合唱指揮者（* 1928年）
- 4月10日 - 居作昌果、テレビ制作会社代表、元TBS制作局長・プロデューサー（* 1934年）
- 4月11日 - 親泊康晴、政治家（* 1926年）
- 4月13日 - 原千代海、劇作家・演劇評論家・イプセン戯曲翻訳家（* 1907年）
- 4月13日 - 江頭匡一、ロイヤル創業者・相談役（* 1923年）
- 4月13日 - ドン・ブレイザー、元プロ野球選手・監督（* 1932年）
- 4月13日 - 福士敬章、元プロ野球選手（* 1950年）
- 4月14日 - 櫻町公子、女優 (宝塚歌劇団雪組)（* 1918年）
- 4月15日 - 藤田湘子、俳人（* 1926年）

## （16日 - 30日）

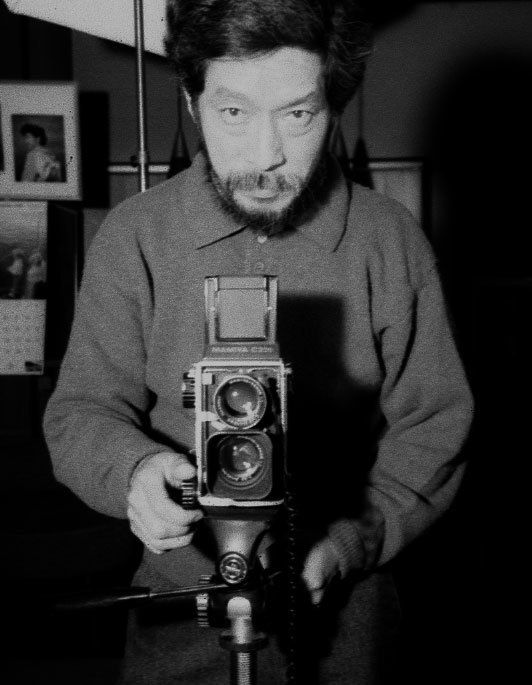
高田渡／4月16日没

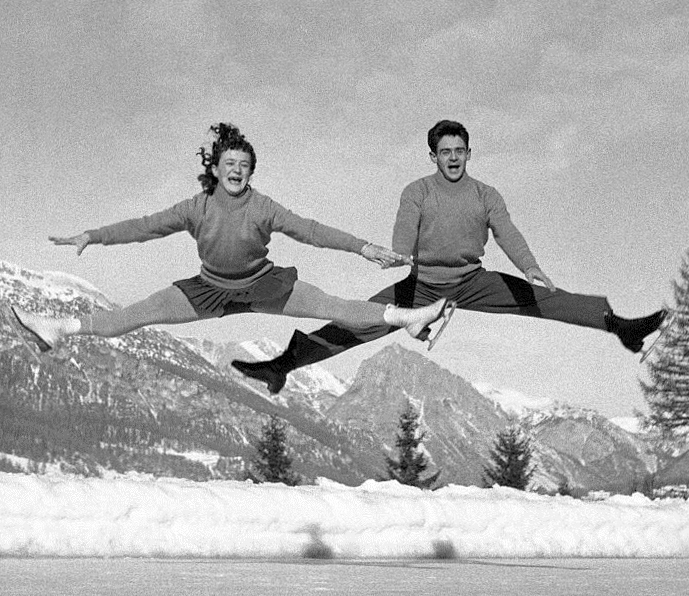
ナジ・ラースロー（右）／4月19日没

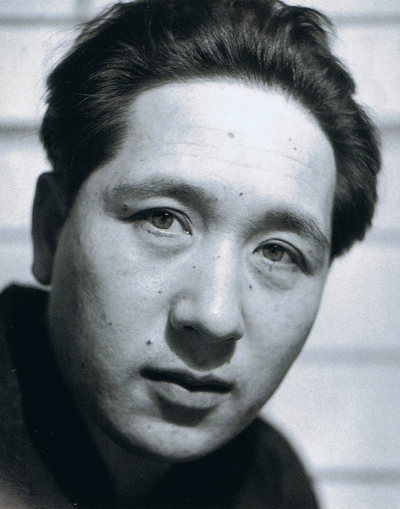
丹羽文雄／4月20日没

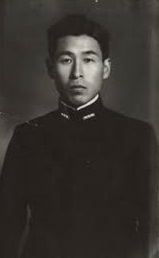
三木忠直／4月20日没

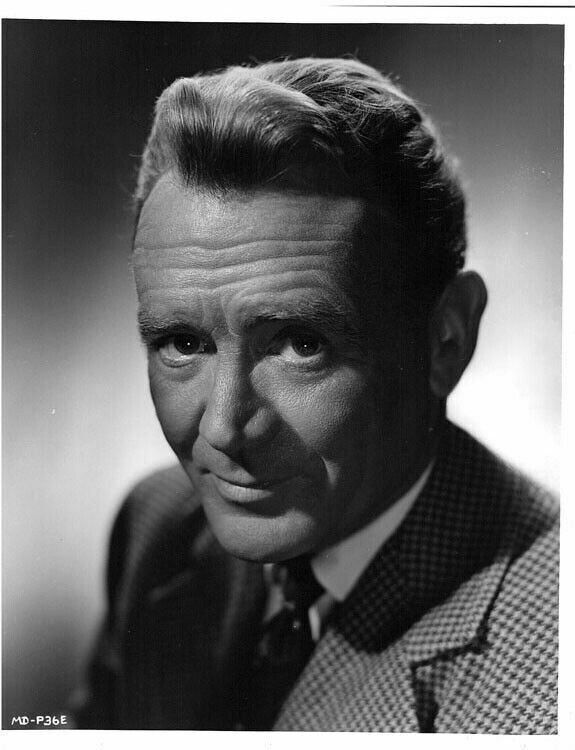
ジョン・ミルズ／4月23日没

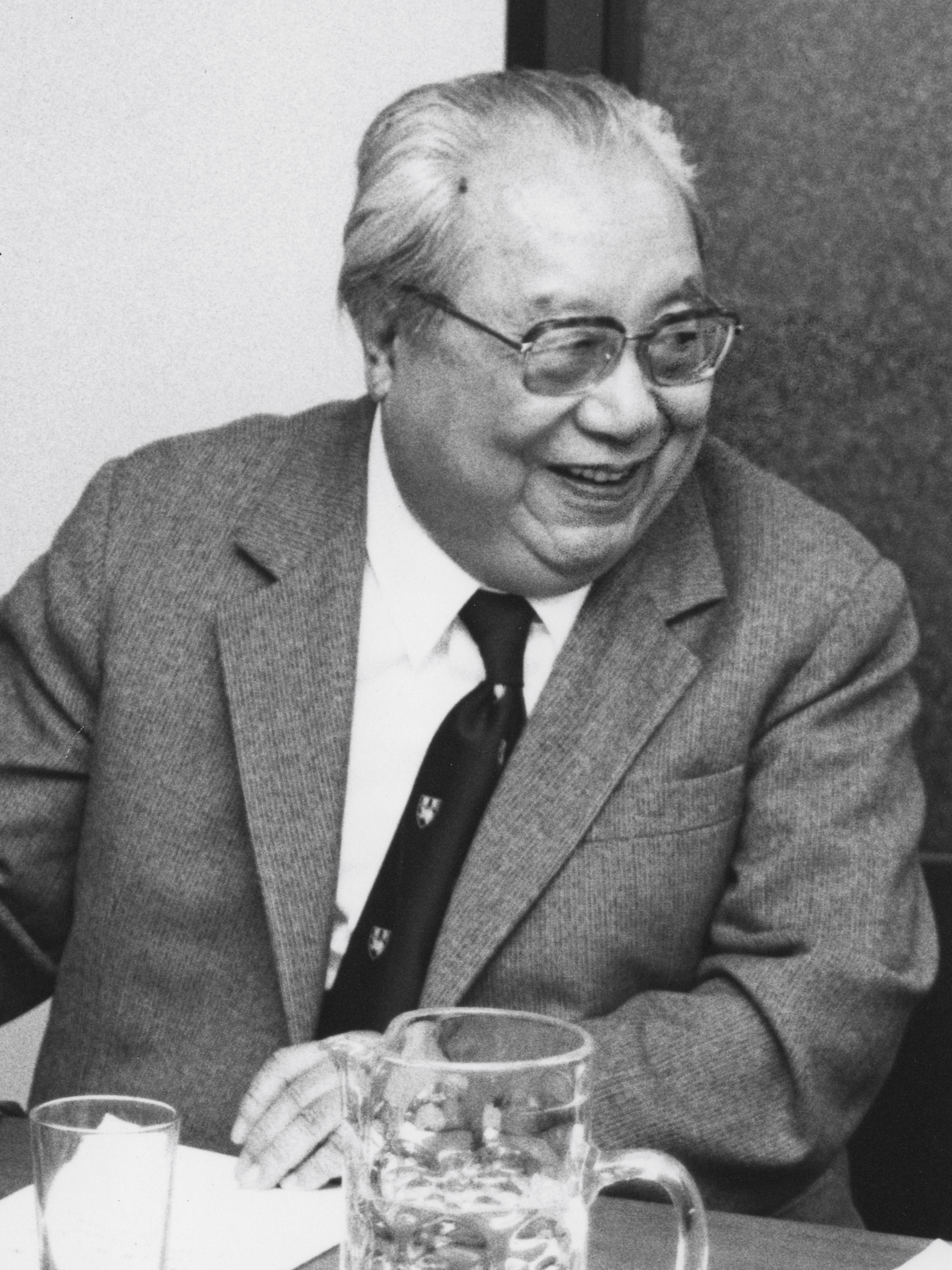
費孝通／4月24日没

- 4月16日 - 高田渡、フォークソング歌手（* 1949年）
- 4月17日 - 大村はま、国語教師・国語教育研究家（* 1906年）
- 4月18日 - 2代目桂文朝、落語家（* 1924年）
- 4月19日 - ナジ・ラースロー、フィギュアスケート選手（* 1929年）
- 4月19日 - ジョージ・P・コスマトス、映画監督（* 1941年）
- 4月20日 - 丹羽文雄、小説家（* 1904年）
- 4月20日 - 三木忠直、海軍軍人（* 1909年）
- 4月20日 - 武山泰雄、ジャーナリスト（* 1923年）
- 4月20日 - 岡本敏子、岡本太郎の養女（* 1926年）
- 4月21日 - 伊藤助成、実業家（* 1929年）
- 4月22日 - エドゥアルド・パオロッツィ、彫刻家・美術家（* 1924年）
- 4月22日 - ポール牧、タレント・コメディアン（* 1942年）
- 4月23日 - ジョン・ミルズ、俳優（* 1908年）
- 4月24日 - 費孝通、人類学者・社会学者（* 1910年）
- 4月24日 - 木下弘人、牧師（* 1911年）
- 4月25日 - 小林ハル、最後の越後瞽女として知られる人物（* 1900年）
- 4月25日 - 安部英、元帝京大学副学長（* 1916年）
- 4月25日 - 田中穣、美術評論家（* 1925年）
- 4月25日 - 福田甲子雄、俳人（* 1927年）
- 4月25日 - 雑賀陽平、漫画家（* 1950年）
- 4月26日 - 長沢美津、歌人・国文学者 （* 1905年）
- 4月26日 - 新保幸太郎、医学者（* 1906年）
- 4月26日 - 八木昇、政治家（* 1921年）
- 4月27日 - 大社義規、日本ハム創業者・日本ハム球団初代オーナー（* 1915年）
- 4月27日 - 福井敏雄、気象解説者・タレント（* 1921年）
- 4月27日 - 利根はる恵、女優 （* 1924年）
- 4月30日 - 矢口純、併修者・エッセイスト（* 1921年）